# Markovnyikov-szabály

A Markovnyikov-szabály szemléltetése a propén és a hidrogén-bromid reakciójával.

A szerves kémiában a Markovnyikov-szabály egyes addíciók végeredményét írja le. A szabályt Vlagyimir Vasziljevics Markovnyikov orosz kémikus dolgozta ki 1870-ben.

## Leírása
A szabály azt mondja ki, hogy ha egy aszimmetrikus alkénhez addíciós reakcióval HX sav kapcsolódik, a sav hidrogénje ahhoz a szénhez kapcsolódik, melyhez kevesebb alkil kapcsolódik, a halogenidcsoport pedig ahhoz a szénhez fog társulni, melynek több alkilcsoportja van. Másképp a szabályt úgy lehet megfogalmazni, hogy a hidrogénatom, ha a kettős kötés szénatomjain nem egyenlő számú hidrogén van, akkor ahhoz a szénatomhoz fog csatlakozni, ahol már eleve a legtöbb hidrogénkapcsolódása van, míg az X komponens ahhoz a szénatomhoz fog csatlakozni, melynek a legkevesebb hidrogénes kapcsolódása van.
Ugyanez igaz akkor, ha addíciós reakció során alkén vízzel lép kapcsolatba. Ilyenkor alkohol jön létre, és a reakció karbokation köztiterméken keresztül megy végbe. A hidroxilcsoport (OH) ahhoz a szénhez kapcsolódik, melynek a legtöbb szén-szén kapcsolata van, míg a hidrogén a kettős kötések másik végén lévő szénnel létesít kapcsolatot, ahol már előtte is a legtöbb szén-hidrogén kapcsolódás jött létre.

## Kapcsolódó Szócikkek
- Addíció